# Арутюн (Веапетян)
Арутюн Веапетян (арм. Հարություն Վեհապետյան; 1819, Египет — 18 октября 1910) — епископ Армянской апостольской церкви, армянский Патриарх Иерусалимский.

## Биография
В 7 лет остался круглым сиротой. Проявив большое стремление к учёбе, был направлен в Иерусалим для получения начального образования в духовной школе монастыря святого Якова.
С целью усовершенствования уехал в Константинополь, а затем поехал в Европу и Америку, где намеревался изучить различные дисциплины и, в частности, медицину, но из-за отсутствия необходимых материальных средств, оставил учёбу. К тому времени он, кроме армянского, хорошо знал турецкий, арабский и английский языки.
В 1840-е годы продолжил образование в Скютарской семинарии в Константинополе, изучая арменистику, арифметику, географию и т. д.
9 декабря 1850 года в Монастыре Армаша епископом Степаносом (Агавни) рукоположён в архимандриты.
В 1853 году Патриарх Константинопольский Акобос назначил его своим заместителем.
В 1857—1859 годы возглавлял армянскую епархию Харберда.
В 1859 году возглавил епархию Карина (Эрзерума).
В 1860 году поехал в Эчмиадзин, где Католикосом Всех Армян Маттеосом I Чухаджяном был рукоположён в епископы.
Вернувшись в Карин, начал строительство и восстановление многих образовательных учреждений и церквей, занимался благотворительностью. В 1862 году восстановил резиденцию главы епархии Карина, разрушенную землетрясением церковь святого Григория Просветителя, ветхую школу Карина на деньги (13 тысяч рублей) благотворителя Акопа Макаряна. В 1865 году убедил возвратиться в родные места тысячи армян, бежавших в Россию.
Генеральный консул в Эрзеруме А. Даннет в 1883 году даёт ему такую характеристику: «Бывший Эрзерумский архиепископ Аретюн отличается здравым смыслом и чужд увлечениям мечтателей восстановления армянской независимости. Не пользуется расположением Константинопольских армян и патриарха Нерсеса. В сношениях с нами всегда отличается духом доброжелательства. Не имея большей учёности, Аретюн всегда являлся умелым деятелем в практической жизни, держась почвы реальной и руководствуясь не отвлечёнными теориями, а здравым смыслом; из всех кандидатов, он едва ли не представляет наиболее высокие гарантии для нас в случае избрания в католикосы».
На Общем национальном собрании, состоявшемся 25 января 1885 года, 65 голосами из 87 депутатов был избран армянским патриархом Константинополя — приступил к исполнению своих обязанностей 17 апреля.
6 декабря 1885 года 53 голосами из 57 депутатов Национального собрания избран армянским патриархом Иерусалима с условием несовмещения этих двух титулов.
На посту Константинопольского патриарха он оставался до июня 1888, после чего до конца жизни возглавлял Иерусалимский патриархат.
Скончался 5 (18) октября 1910 года.